# Ручни сат
Ручни сат је врста мањег часовника који се носи на руци, најчешће око ручног зглоба. Поред показивања тачног времена, може садржати многе друге могућности као што су приказивање читавог датума, штоперица, аларм итд.
Ручни сат је такође модни додатак, предмет друштвеног представљања и престижа. Драги су од злата, титанијума, украшени су као накит и подложни су променама у моди.
Неке од најпознатијих марки ручних сатова су Ролекс, Касио, Фестина, Своч, Тисо, Фосил и други.